# Cathédrale Saint-Quentin de Hasselt
Pour les articles homonymes, voir Saint-Quentin (homonymie).
La cathédrale Saint-Quentin est une ancienne et importante église de Hasselt (Belgique) qui fut élevée au rang de cathédrale en 1967 lorsque le diocèse de Hasselt fut créé. Sa construction commencée au XIe siècle s'est poursuivie sur deux siècles.

## Histoire
Une première église est construite au VIIIe siècle, mais elle est remplacée au XIe siècle par un nouvel édifice de style roman. Au XVe siècle, le chœur est reconstruit, il comprend un déambulatoire ainsi que quatre chapelles. Toujours au XVe siècle, les Hagenprekers venant des Pays-Bas septentrionaux viennent prêcher le protestantisme à Hasselt, s'ensuit alors une période de 'furie iconoclaste'. Avec Maaseik, Hasselt a déclaré temporairement son indépendance. Durant cette époque sont détruits le tabernacle, les statues, l'autel latéral et l'autel principal;ceci sous le commandement de Gerard van Groesbeek.
Le clocher de l'église actuelle date de 1725 ; il a été restauré au XIXe siècle. À cette époque, l’église fut enrichie de vitraux gothiques et de quelques tableaux provenant de l'abbaye de Herkenrode, une commune de l'arrondissement de Hasselt. On a décoré aussi les murs avec des fresques de Godfried Guffens (1823-1901), un artiste-peintre de Hasselt. La cathédrale abrite des œuvres d'art pluri-séculaires. Les plus anciennes datent du XVe siècle. Depuis 1993 la cathédrale est un héritage protégé.

## Le style

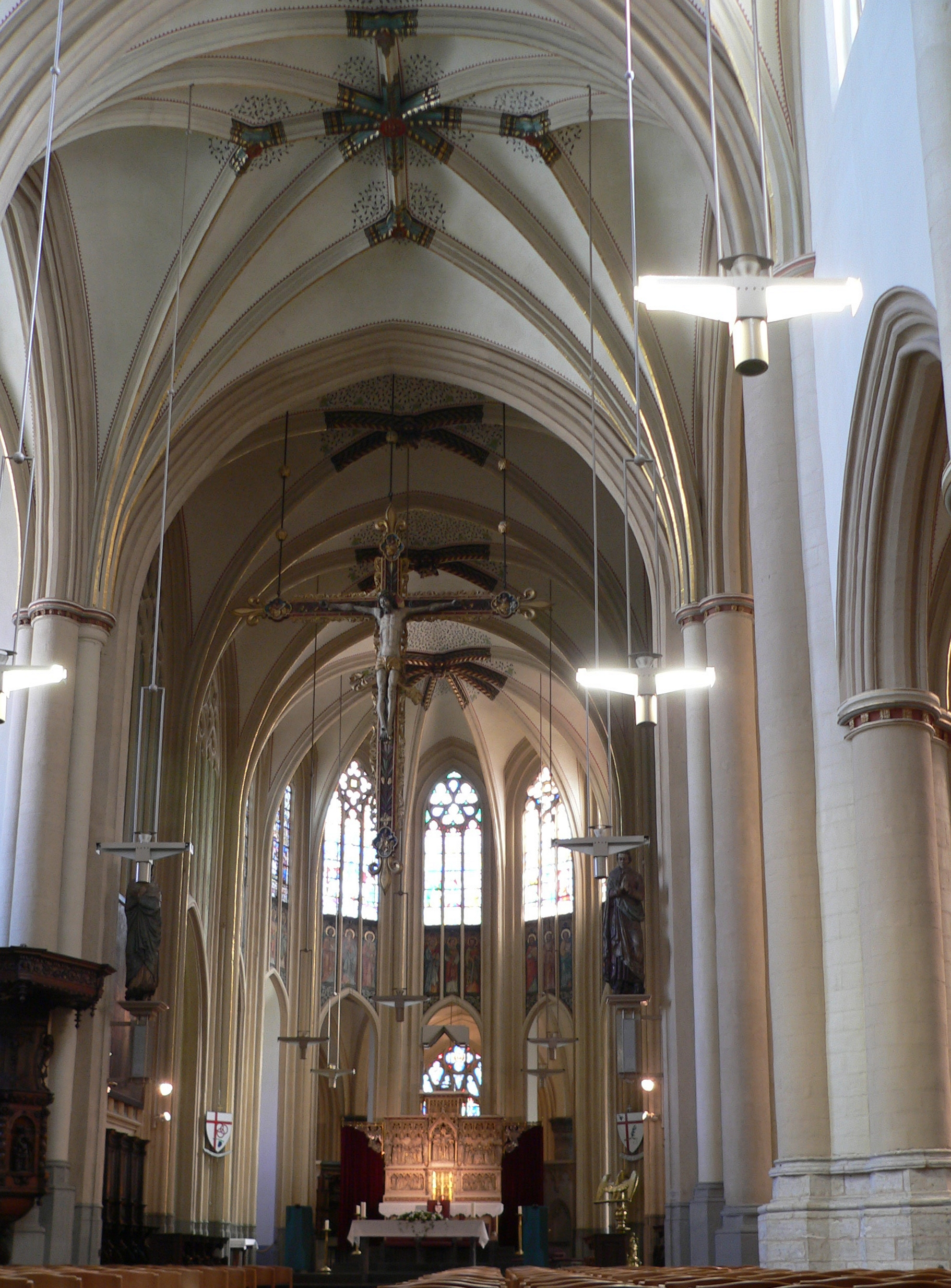
L'intérieur.

La cathédrale saint-Quentin de Hasselt porte la marque de nombreuses modifications subies au cours des siècles. L'église du VIIIe siècle a été remplacée par une église romane, à laquelle est venue s'ajouter par la suite une tour romane. Durant plusieurs siècles l'église s'est agrandie avec des ajouts comme des bas-côtés mais aussi beaucoup d'éléments gothiques. La tour Ouest, par exemple, est gothique.
L'architecture intérieure est également de styles variés. Les colonnes rondes n'ont pas des chapiteaux mais seulement un encadrement dont les arcs partent en haut. La voûte date du XVe siècle.
Beaucoup des meubles sont originaires de l'abbaye de Herkenrode.

### Le clocher

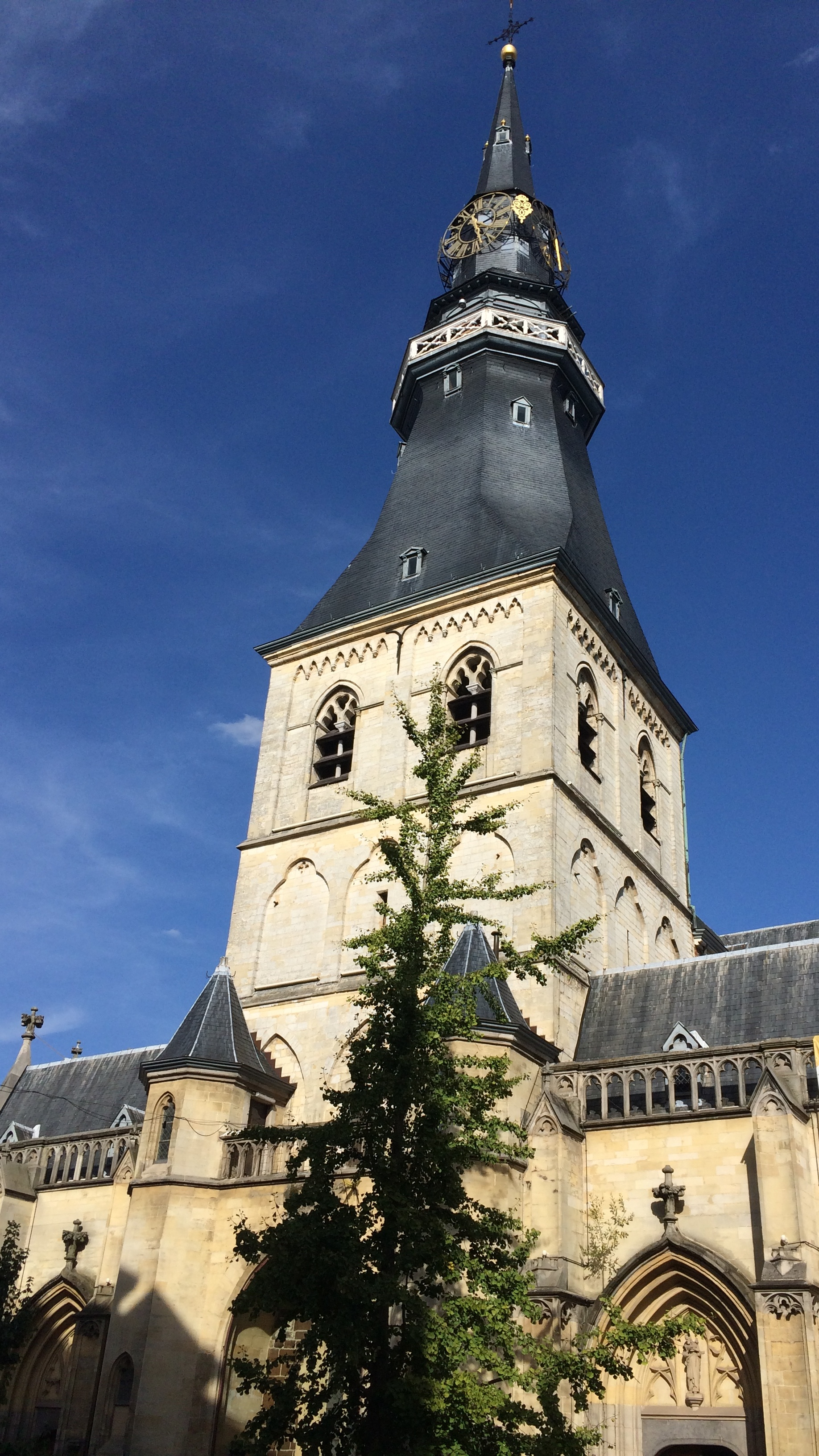
Le clocher.

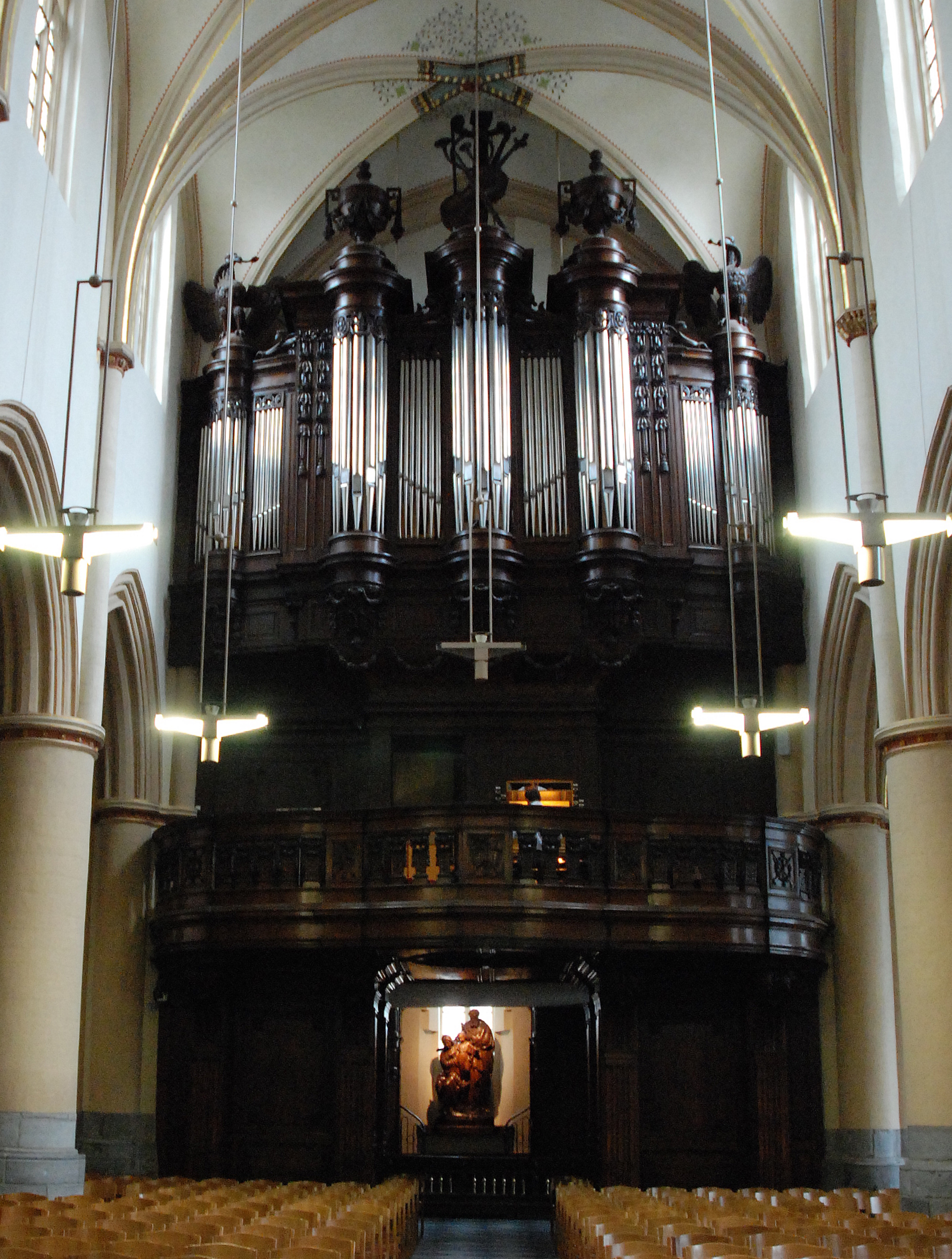
L'orgue de tribune.

Le clocher, de soixante deux mètres de haut, est composé de quatre sections : le soubassement roman du XIIe siècle en grès ferreux est percé de deux fenêtres en arc brisé de style gothique primitif. Il est presque entièrement entouré par les sections gothiques au nord et au sud, ainsi que par les ajouts néogothiques de la façade occidentale. Les sections restantes sont en marne gréseuse, séparées par des larmiers. 
La tour est connue comme étant la plus décorée et la plus belle du Limbourg belge. Elle possède un carillon de quarante-sept cloches qui est considéré comme le meilleur du pays.

### Attractions
Le Niehoffenorgue date du XVIe siècle : l'orgue a subi beaucoup de restaurations au cours du temps. Il compte actuellement trois claviers. Il est considéré comme le plus ancien de Belgique.
La croix triomphe qui pend sur l'arc de triomphe date du XVe siècle. Cette croix a beaucoup de significations et symbolise les quatre évangélistes avec leurs symboles.
Il y a aussi un tableau qui illustre la procession des sacrements à Herkenrode.

## Saint Quentin
L'église est consacrée à saint Quentin, fils d'un sénateur romain. Né à Rome, converti au christianisme, il est venu en Gaule comme missionnaire avec H. Lucianus. Établi à Amiens, il y est arrêté. Même sous la torture il refuse de renoncer à la foi chrétienne. Emmené à Saint-Quentin il y est décapité (287).
Aujourd'hui saint Quentin est le patron de Hasselt, Zonhoven, Sint-Kwintens-Lennik, Hees, Gelinden (tous en Belgique) et Saint-Quentin (en France.) Son jour d'anniversaire est le 31 octobre.

## Source
- (nl) Cet article est partiellement ou en totalité issu de l’article de Wikipédia en néerlandais intitulé « Sint-Quintinuskathedraal (Hasselt) » (voir la liste des auteurs).